# Кононов (Ростовская область)
Ко́нонов — хутор в Белокалитвинском районе Ростовской области.
Входит в состав Литвиновского сельского поселения.

## География

### Улицы
| - ул. Кольцевая - ул. Луговая - ул. Молодёжная - ул. Надежда - ул. Новая - ул. Подгорная - ул. Центральная | - пер. Песчаный - пер. Садовый |

## История
В "Переписи черкесам в Войске Донском" 1763-64 года указан в числе прочих хуторов по р.Калитва:
«По Дону Усть Белой Калитвенской станицы»... «Хутор Калитвенской станицы казака Конона Денисова на речке Калитве».
Находясь в составе Области Войска Донского, на хуторе существовала Иоанно-Богословская церковь.

## Население
| 1989 | 2002 | 2010 |
| ---- | ---- | ---- |
| 559  | ↗642 | ↘559 |